# SpongeBob SquarePants: Legend of the Lost Spatula
«SpongeBob SquarePants: Legend of the Lost Spatula» (с англ. — «Легенда о Потерянной Лопатке») — первая видеоигра по мультсериалу «Губка Боб Квадратные Штаны», изданная компанией «THQ» в 2001 году только для Game Boy Color.

## Сюжет и Геймплей
Губка Боб отправляется в подводный квест, чтобы найти Золотую Лопатку Летучего Голландца ради того, чтобы стать величайшим поваром во всём океане.
На своём пути Губка Боб встречается и взаимодействует со многими персонажами мультсериала, такими как Патрик, Сквидвард, Сэнди, мистер Крабс. В игре используются элементы приключения и скролл-геймплея.
Если Губка Боб получает удар, его одежда падает. Если он получает удар без рубашки, то падают его штаны, оставляя его бегать в нижнем белье. Если его нижнее бельё падает, он теряет жизнь.

## Отзывы
Игра получила смешанные и посредственные отзывы.
Фрэнк Прово из GameSpot сказал: «Можно утверждать, что „SpongeBob SquarePants: Legend of the Lost Spatula“ ориентирован на более младшую аудиторию мультсериала, что объясняет упрощённый геймплей и отсутствие разнообразия. Однако, пока сюжет привлекателен и персонажи, без сомнения, обратятся к фанатам сериала, нет никаких доказательств того, что детям действительно понравится играть в эту ничем не примечательную игру, не говоря уже о взрослых». Прово раскритиковал игру за «упрощенный геймплей» и «отсутствие разнообразия», но похвалил графику, сказав, что игра «по крайней мере выглядит прилично».
Джон Гриффит из IGN похвалил игру как «достойного платформера» с «большими уровнями, множеством заданий и весёлыми персонажами», но раскритиковал её за систему сохранения паролей, запутанный дизайн уровней и сложности в некоторых моментах геймплея.